# Riberos de la Cueza
Riberos de la Cueza település Spanyolországban, Palencia tartományban. Riberos de la Cueza Villanueva del Rebollar, Cervatos de la Cueza, Bustillo del Páramo de Carrión, Calzada de los Molinos és Villamuera de la Cueza községekkel határos. Lakosainak száma 54 fő (2024).

## Népesség
A település népessége az elmúlt években az alábbi módon változott:
| Lakosok száma | 89   | 87   | 76   | 68   | 62   | 60   | 54   | 54   | 57   | 54   |
|               | 2001 | 2004 | 2007 | 2009 | 2012 | 2014 | 2017 | 2019 | 2022 | 2024 |